# Immediate Records
Immediate Records — британський лейбл звукозапису, заснований 1965 року.
Засновником компанії був колишній співак Ендрю Луг Олдем, який з 1963 року працював менеджером британського рок-гурту The Rolling Stones. 1965 року разом із партнером Тоні Келдером він створив власний лейбл звукозапису Immediate Records. Першим релізом новоствореного лейблу в Великій Британії став сингл The McCoys «Hang On Sloopy», який до цього було опубліковано в США на лейблі Bang Records  — ця хітова пісня одразу посіла п'яте місце в британському чарті.
Надалі на Immediate Records виходили записи таких виконавців, як гурти The Poets , The Small Faces, The Nice , Amen Corner , Fleetwood Mac, Humble Pie, співачки Ніко (що пізніше приєднається до The Velvet Underground), співака Кріса Фарлоу, актора Грегорі Філіпса та багатьох інших. Протягом другої половини 1960-х років три релізи Immediate Records досягли верхівки національного чарту: альбом The Small Faces Ogdens' Nut Gone Flake  (1968), оформлений як коробка з-під тютюну, пісні «Out of Time» Кріса Фарлоу (1966) та «(If Paradise Is) Half as Nice » Amen Corner (1969).
Лейбл було закрито 1970 року через фінансові труднощі, а права на його каталог записів стали належати компанії Sanctuary Records .
2007 року вийшла книга Саймона Спенса Immediate: The Rise And Fall of The UK's First Independent Record Label (укр. Immediate: злет і падіння першого незалежного лейблу звукозапису Великої Британії), присвячена Immediate Records.